# Eleição municipal de Itapevi em 2024
A eleição municipal da cidade brasileira de Itapevi ocorreu no dia 6 de outubro de 2024 (domingo), para eleger um prefeito, um vice-prefeito e 17 vereadores para a administração da cidade paulista. Como a cidade ainda não tem mais de 200 mil eleitores, a eleição para a prefeitura ocorreu em turno único. O prefeito titular era Igor Soares, do PODE, reeleito em 2020. Conforme a legislação eleitoral, Soares não esteve apto a disputar mais uma reeleição.

## Antecedentes
Em 2012, Jaci Tadeu (PV) foi eleito prefeito de Itapevi, com mais de 44 mil votos, superando os candidatos João Caramez (PSDB), Professor Assis (PSOL) e Teco (PSD). Nesta eleição, Teco concorreu à prefeitura com o vereador Igor Soares como vice em sua chapa.
Na eleição seguinte, em 2016, os papéis foram invertidos, com Igor Soares concorrendo como prefeito e Teco como vice. A chapa foi eleita com quase 69 mil votos, vencendo a ex-prefeita Dra. Ruth (PTB) e o candidato Professor Alex da Mata (PSOL).
Nas eleições de 2020, Igor foi reeleito, conquistando 105.494 votos, o que representou 98% dos votos válidos.

## Calendário eleitoral
| Início        | Fim           | Atividades | Status    |
| ------------- | ------------- | --- | --------- |
| 7 de março    | 5 de abril    | Janela partidária para vereadores trocarem de partido visando concorrer às eleições sem perder o mandato. | Realizado |
| 6 de abril    | 6 de abril    | Data-limite para todas as legendas e federações partidárias obterem o registro dos estatutos no TSE e para todos os candidatos terem domicílio eleitoral na circunscrição em que desejam disputar as eleições com a filiação deferida pelo partido. | Realizado |
| 15 de maio    | 15 de maio    | Início da campanha de arrecadação prévia de recursos na modalidade de financiamento coletivo para pré-candidatos, sem realização de pedidos de voto e obedecendo a regras relativas à propaganda eleitoral na Internet.                             | Realizado |
| 20 de julho   | 5 de agosto   | Realização de convenções partidárias para deliberar sobre coligações e escolher candidatos às prefeituras e aos cargos de vereador. Os partidos têm até 15 de agosto para registrar os nomes na Justiça Eleitoral.                                  | Realizado |
| 16 de agosto  | 16 de agosto  | Início das campanhas eleitorais de forma igualitária, podendo qualquer publicidade ou manifestação com pedido explícito de voto antes da data ser considerada irregular e multada.                                                                  | Realizado |
| 30 de agosto  | 3 de outubro  | Veiculação da propaganda eleitoral gratuita no rádio e na televisão. | Realizado |
| 6 de outubro  | 6 de outubro  | Realização do primeiro turno das eleições municipais. | Realizado |
| 11 de outubro | 25 de outubro | Veiculação da propaganda eleitoral gratuita no rádio e na televisão para o segundo turno. | Realizado |
| 27 de outubro | 27 de outubro | Realização de um eventual segundo turno nas cidades com mais de 200 mil eleitores em que o candidato a prefeito mais votado não tenha atingido a metade mais um dos votos válidos.                                                                  | Realizado |

## Candidatos à prefeitura
| Nº | Prefeito(a)  | Prefeito(a)  | Prefeito(a)       | Prefeito(a)                                  | Vice-prefeito(a) | Vice-prefeito(a) | Vice-prefeito(a) | Vice-prefeito(a)  | Vice-prefeito(a)                        | Coligação Partido(s) | Ref.   |
| Nº | Candidato(a) | Candidato(a) | Partido Federação | Ocupação                                     | Candidato(a)     | Candidato(a)     | Candidato(a)     | Partido Federação | Ocupação                                | Coligação Partido(s) | Ref.   |
| -- | ------------ | ------------ | ----------------- | -------------------------------------------- | ---------------- | ---------------- | ---------------- | ----------------- | --------------------------------------- | --- | ------ |
| 20 |              | Teco         | PODE              | - Vice-prefeito de Itapevi (2017–atualidade) |                  |                  | Thiaguinho Silva | PODE              | - Vereador de Itapevi (2017–atualidade) | A Continuidade que Itapevi Precisa PODE, Republicanos, PP, MDB, PL, Agir, UNIÃO, PSD e Avante                                                                                     | [ 10 ] |
| 40 |              | Camila Godoi | PSB               | - Vereadora de Itapevi (2013–atualmente)     |                  |                  | Gordo Cardoso    | PSB               | - Vereador de Itapevi (2017–2020)       | Por um Futuro Ainda Melhor para Itapevi PSB, PDT, FE Brasil (PT, PV e PCdoB), PRD, MOBILIZA, Fed. PSDB Cidadania (PSDB e Cidadania), Fed. PSOL REDE (REDE e PSOL) e Solidariedade | [ 11 ] |

## Candidatos à vereança
A regra eleitoral permite que um partido ou federação indique uma chapa que contenha, no máximo, 100% das vagas em disputa mais 1. No caso de Itapevi, o número máximo de candidaturas é de 18.
A tabela a seguir apresenta o número de candidaturas em cada partido e federação, estando agrupados a partir de coligações na disputa do poder executivo. Ressalte-se que, desde a promulgação da Emenda Constitucional nº 97/2017, a coligação em eleições proporcionais não existe mais no Brasil, sendo demonstrada a coligação majoritária apenas a título de visualização agrupada.
| Coligação ao executivo                                   | Partido ou federação | Partido ou federação | Candidatos | Candidatos | Candidatos | Candidatos |
| -------------------------------------------------------- | -------------------- | -------------------- | ---------- | ---------- | ---------- | ---------- |
| A Continuidade que Itapevi Precisa (161 candidatos)      |                      | PODE                 | 18         | 18         | 18         | 18         |
| A Continuidade que Itapevi Precisa (161 candidatos)      |                      | Republicanos         | 18         | 18         | 18         | 18         |
| A Continuidade que Itapevi Precisa (161 candidatos)      |                      | PP                   | 18         | 18         | 18         | 18         |
| A Continuidade que Itapevi Precisa (161 candidatos)      |                      | MDB                  | 18         | 18         | 18         | 18         |
| A Continuidade que Itapevi Precisa (161 candidatos)      |                      | PL                   | 18         | 18         | 18         | 18         |
| A Continuidade que Itapevi Precisa (161 candidatos)      |                      | Agir                 | 18         | 18         | 18         | 18         |
| A Continuidade que Itapevi Precisa (161 candidatos)      |                      | UNIÃO                | 18         | 18         | 18         | 18         |
| A Continuidade que Itapevi Precisa (161 candidatos)      |                      | PSD                  | 18         | 18         | 18         | 18         |
| A Continuidade que Itapevi Precisa (161 candidatos)      |                      | Avante               | 17         | 17         | 17         | 17         |
| Por um Futuro Ainda Melhor para Itapevi (115 candidatos) |                      | PSB                  | 18         | 18         | 18         | 18         |
| Por um Futuro Ainda Melhor para Itapevi (115 candidatos) |                      | FE Brasil            | 18         |            | PT         | 18         |
| Por um Futuro Ainda Melhor para Itapevi (115 candidatos) |                      | MOBILIZA             | 18         | 18         | 18         | 18         |
| Por um Futuro Ainda Melhor para Itapevi (115 candidatos) |                      | Solidariedade        | 18         | 18         | 18         | 18         |
| Por um Futuro Ainda Melhor para Itapevi (115 candidatos) |                      | PRD                  | 16         | 16         | 16         | 16         |
| Por um Futuro Ainda Melhor para Itapevi (115 candidatos) |                      | PDT                  | 14         | 14         | 14         | 14         |
| Por um Futuro Ainda Melhor para Itapevi (115 candidatos) |                      | PSOL-REDE            | 13         |            | PSOL       | 13         |
| Por um Futuro Ainda Melhor para Itapevi (115 candidatos) | Total                | Total                | Total      | 1.004      | 1.004      | 1.004      |

## Resultados

### Prefeitura
| Candidato(a)            | Vice                    | Turno único 6 de outubro de 2024 | Turno único 6 de outubro de 2024 |
| Candidato(a)            | Vice                    | Votação                          | Votação                          |
| Candidato(a)            | Vice                    | Total                            | %                                |
| ----------------------- | ----------------------- | -------------------------------- | -------------------------------- |
| Teco (PODE)             | Thiaguinho Silva (PODE) | 86 936                           | 73,32%                           |
| Camila Godoi (PSB)      | Gordo Cardoso (PSB)     | 30 988                           | 26,28%                           |
| Total de votos válidos  | Total de votos válidos  | 117 924                          | 92,11%                           |
| Votos em branco         | Votos em branco         | 4 447                            | 3,47%                            |
| Votos nulos             | Votos nulos             | 5 560                            | 4,41%                            |
| Total                   | Total                   | 128 021                          | 75,85%                           |
| Abstenções              | Abstenções              | 40 756                           | 24,15%                           |
| Eleitores aptos a votar | Eleitores aptos a votar | 168 777                          | 100,00%                          |

### Vereança
| Candidato(a)      | Partido | Votação     | Votação |
| Candidato(a)      | Partido | Porcentagem | Total   |
| ----------------- | ------- | ----------- | ------- |
| Akdenis           | PSD     | 2,89%       | 3.366   |
| Mateuzinho Silva  | PL      | 2,87%       | 3.351   |
| Professor Rafael  | PODE    | 2,85%       | 3.326   |
| Pedro Mau Mau     | PP      | 2,60%       | 3.031   |
| Marina Dornellas  | UNIÃO   | 2,38%       | 2.775   |
| Jonas Henrique    | PSD     | 2,37%       | 2.768   |
| Tininha           | PSD     | 2,29%       | 2.669   |
| Chambinho         | UNIÃO   | 2,16%       | 2.524   |
| Marina Dornellas  | PSB     | 2,00%       | 2.335   |
| Mauricio Japa     | PP      | 1,85%       | 2.156   |
| Priscila Cavanha  | PL      | 1,79%       | 2.087   |
| Afonso Silva      | REP     | 1,70%       | 1.987   |
| Thiago Moitinho   | MDB     | 1,38%       | 1.615   |
| Fabinho           | MDB     | 1,36%       | 1.585   |
| Yacer             | PODE    | 1,35%       | 1.573   |
| Elias Vasconcelos | REP     | 1,28%       | 1.495   |
| Mariza Borges     | PODE    | 1,27%       | 1.487   |